# AGM-122 Sidearm
L'AGM-122 Sidearm était un missile air-sol anti-radar américain, dérivé du missile air-air AIM-9 Sidewinder.

## Développement
l'AGM-122 Sidearm fut créé avec la reprise de la fabrication de missiles air-air AIM-9C qui avaient été retirés du service.
L'AIM-9C était une variante à guidage par radar semi-actif du Sidewinder, développée pour le Crusader de l'US Navy mais n'ayant été réellement utilisée que pendant un laps de temps très court. Le Sidearm fut testé pour la première fois en 1981, et en 1984, la firme Motorola fut contractée pour convertir et faire évoluer les missiles AIM-9C restants en stock au standard AGM-122A. Ils allaient principalement devoir équiper les avions AV-8B, A-4 et les hélicoptères de l'US Marine Corps.
Un total d'environ 700 missiles furent ainsi fabriqués, entre 1986 et 1990. Tous ces missiles ont été consommés et il n'en reste à l'heure actuelle plus un seul en stock. Ils ont été officiellement déclassés et des propositions pour en construire une version plus moderne AGM-122B, dotée d'un nouvel autodirecteur et d'une EEPROM reprogrammable, ont toutes été rejetées.
Deux versions d'entraînement ont également existé : les ATM-122 et CATM-122.

## Caractéristiques et intérêt du programme
Le système d'armes AGM-122A consiste en un missile aéroporté, utilisant une détection radar passive, une logique de navigation proportionnelle et un système de fusée à déclenchement optique. Son support de lancement est le système LAU-7.
Le Sidearm partage beaucoup d'éléments avec la partie arrière de l'AIM-9L/M, tel le propulseur Mk.17 ou la charge militaire WDU-17. La principale modification à ce niveau concernait la fusée optique DSU-15.
Le guidage est assuré par un module de guidage de Sidewinder, modifié dans le but de pouvoir repérer les émissions des radars de veille des systèmes de défense antiaérienne terrestres. Le système de détection des cibles est modifié pour une utilisation air-sol, employant une capacité de détection dans le secteur frontal du missile. Le lanceur LAU-7, à l'origine conçu pour le Sidewinder fournit l'interface électronique et mécanique entre le missile et l'aéronef porteur, tandis que sa capacité à contenir une bouteille de réfrigérant n'est plus utile pour un missile à récepteur radar.
Les modifications étudiées au centre de tests des armements de l'US Navy de China Lake, ainsi que celles produites par Motorola, permirent à l'électronique de l'autodirecteur à radar semi-actif d'accepter de traiter une bande de fréquences plus large, afin de pouvoir scanner une plus grande variété d'émissions radar adverses. L'électronique de contrôle de vol du missile lui imposait de bondir et de piquer sur sa cible s'il était tiré depuis une altitude assez faible.
L'AGM-122 était nettement moins performant que les missiles plus modernes tel l'AGM-88 HARM, mais son coût était également bien inférieur. De plus, sa masse légère lui permettait d'être emporté par des hélicoptères de combat, des chasseurs et des chasseurs-bombardiers. Il est également amplement suffisant pour attaquer des cibles peu dangereuses, tels les ZSU-23-4 ou les SA-8.
L'un de ses atouts majeurs venait du fait qu'il permettait de « recycler » des missiles qui n'étaient au-départ prévu que pour une unique destination : la ferraille.